# 29. maj
29. maj je 149. dan leta (150. v prestopnih letih) v gregorijanskem koledarju. Ostaja še 216 dni.

## Dogodki
- 1176 – v leganski bitki Lombardska zveza premaga vojsko Friderika I.
- 1414 – v Konstanzu se prične konstanški koncil
- 1453 – Mehmed II. Osvajalec po dolgem obleganju zavzame Konstantinopel (današnji İstanbul); konec Bizantinskega cesarstva
- 1660 – Karel II. ponovno zasede angleški prestol
- 1727 – Peter II. postane ruski car
- 1790 – Rhode Island kot zadnja od prvotnih 13 kolonij ratificira ustavo ZDA
- 1848 – Wisconsin postane 30. država ZDA
- 1864 – Maksimilijan I. Mehiški pride prvič v Mehiko
- 1886 – John Pemberton začne oglaševati Coca-colo
- 1918 – nemški prodor proti reki Marni zaustavijo ameriške divizije
- 1919 – opazovanja zamaknjenega položaja zvezd ob Sončevem popolnem mrku v Sobralu v Braziliji in na Prinčevem otoku potrdijo napoved Einsteinove splošne teorije relativnosti
- 1953 – Edmund Percival Hillary in šerpa Tenzing Norgay se kot prva človeka povzpneta na Mount Everest
- 1958 – zaradi hude zunanje in notranje krize Charles de Gaulle ustanovi vlado narodne rešitve
- 1985 – v neredih na bruseljskem stadionu Heysel pred finalno tekmo pokala državnih nogometnih prvakov umre 39 ljudi
- 1990 – ruski vrhovni sovjet imenuje Borisa Nikolajeviča Jelcina za predsednika Ruske federacije

## Rojstva
- 1630 – Karel II., angleški kralj († 1685)
- 1673 – Cornelis van Bynkershoek, nizozemski pravnik († 1743)
- 1716 – Louis-Jean-Marie Daubenton, francoski naravoslovec († 1800)
- 1787 – Konstantin Nikolajevič Batjuškov, ruski pesnik († 1855)
- 1830 – Janez Trdina, slovenski pisatelj († 1905)
- 1860 – Isaac Albeniz, španski skladatelj († 1909)
- 1868 – Abdulmedžid II., zadnji osmanski kalif († 1944)
- 1874 – Gilbert Keith Chesterton, angleški pisatelj († 1936)
- 1880 – Oswald Spengler, nemški filozof, zgodovinar († 1936)
- 1892 – Frederick Schiller Faust - Max Brand, ameriški pisatelj, vojni dopisnik († 1944)
- 1903 – Leslie Townes »Bob« Hope, ameriški komik, filmski igralec († 2003)
- 1904 – Sakakura Džunzo, japonski arhitekt († 1969)
- 1906 – Terence Hanbury White, indijsko-angleški pisatelj († 1964)
- 1917 – John Fitzgerald Kennedy, ameriški predsednik († 1963)
- 1922 – Jannis Ksenakis, grški skladatelj († 2001)
- 1929 – Peter Ware Higgs, škotski fizik
- 1940 – Sardar Farooq Ahmad Khan Leghari, pakistanski predsednik
- 1961 – Melissa Etheridge, ameriška pevka
- 1967 – Noel Gallagher, angleški glasbenik
- 1968 – Silvo Plut, slovenski morilec († 2007)
- 1993 – Richard Carapaz, ekvadorski cestni kolesar
- 1996 – Halvor Egner Granerud, norveški smučarski skakalec

## Smrti
- 1259 – Krištof I., danski kralj (* 1219)
- 1311 – Jakob II., aragonski princ, kralj Majorke (* 1243)
- 1320 – Janez VIII. Aleksandrijski, koptski papež
- 1379 – Henrik II., kastiljski kralj (* 1334)
- 1453 – Konstantin XI. Paleolog, bizantinski cesar (* 1405)
- 1500 – Bartolomeu Dias, portugalski pomorščak (* ok. 1450)
- 1814 – Joséphine de Beauharnais, Napoleonova žena, francoska cesarica (* 1763)
- 1829 – sir Humphry Davy, angleški kemik (* 1778)
- 1833 – Paul Johann Anselm Ritter von Feuerbach, nemški pravnik (* 1775)
- 1910 – Milij Aleksejevič Balakirjev, ruski skladatelj, dirigent, pianist (* 1836)
- 1911 – William Schwenck Gilbert, britanski dramatik (* 1836)
- 1914 – Paul von Mauser, nemški industrialec, razvijalec orožja (* 1838)
- 1982 – Romy Schneider, avstrijska filmska igralka (* 1938)
- 1994 – Erich Honecker, voditelj NDR (* 1912)
- 2021
  - Gavin MacLeod, Ameriški igralec (* 1931)
  - B. J. Thomas, Ameriški igralec (* 1942)

## Prazniki in obredi
- mednarodni dan modrih čelad